# Dorcadion arcivagum
Dorcadion arcivagum är en skalbaggsart som först beskrevs av Thomson 1867.  Dorcadion arcivagum ingår i släktet Dorcadion och familjen långhorningar. Inga underarter finns listade i Catalogue of Life.